# 道仁會

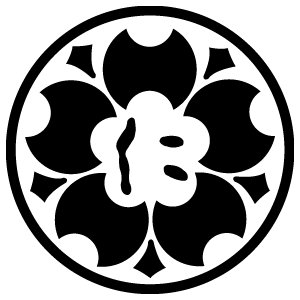
道仁會的代紋

四代目道仁會（日语：どうじんかい）、本部設在福岡縣久留米市京町247-6的日本指定暴力團。構成組員約370人（2022年12月）、勢力範圍：4縣。活動地域在九州北部的福岡、熊本、佐賀、長崎4縣。
於2002年12月14日，福岡縣公安委員會認定道仁會為指定暴力團。

## 略史
1965年、組織的源流為前身的「古賀一家」，1971年、道仁會名稱正式出現。1981年至1983年間的「馬場一家抗爭」事件，收納了各地域的團體。
1986年7月到翌1987年2月，與山口組發生全國知名的「山道抗爭」。因會內的組員移籍問題，與「稻葉一家」以及之後涉入的「伊豆組」全面開戰，在77件抗爭事件中，共有9人死亡。
1992年1月、原任幹事長・松尾誠次郎者2代目繼承、組織力更加強化。1992年12月14日、福岡縣公安委員會列名指定為指定暴力團。
2006年5月、松尾誠次郎突然對外表明引退。後繼會長的人事繼承引發內部爭議問題。傘下最大組織的三代目村上一家（本部・福岡縣大牟田市，約200人）、永石組、鶴丸組、高柳組反對新任繼承者「松尾義久」。2006年5月21日，內部爭議發展到抗爭的地步；8月、新任3代目「松尾義久」會長被射殺身亡、道仁會本部事務所（久留米市通東町）連日遭到自動步槍的襲擊、市内的其他系列事務所遭投扔手榴彈報復、暴力團相關的商店被大肆破壞。此後，2006年6月11日，村上一家、永石組、鶴丸組、高柳組宣布脫離道仁會。2006年7月19日，脫退的組在福岡縣大牟田市另組成九州誠道會。
2007年11月道仁會與九州誠道會之間持續進行火併爭奪地盤。
2008年9月道仁會與九州誠道會之間的火併爭奪地盤，已引起久留米市的民眾抗議。並集體向法院聲請假處分道仁會總部的3棟大樓。

## 歴代會長
- 初代：古賀磯次（元・古賀一家初代總長）
- 二代目：松尾誠次郎（元・松尾組組長）
- 三代目：大中義久（松尾義久、元・二代目松尾組組長）
- 四代目：小林哲治（三代目道仁會理事長・小林組組長）

## 最高幹部
(2013)
- 會長 - 小林哲治
- 會長補佐 - 篠塚信之(三代目平野組總裁)
- 理事長 - 坂本康弘（三代目平野組組長）
- 本部長 - 福田健一（福田組組長）
- 副會長 - 堤 修平（三代目松尾組組長）
- 副會長 - 森 憲一郎（森組組長）
- 副會長 - 平山貞男（二代目池田組（繁）組長）
- 理事長補佐 -  前田義光（三代目古賀一家總長）
- 理事長補佐 - 大沢孔一（大沢組組長）
- 組織委員長 - 久保鐵也（久保組組長）
- 風紀委員長 - 篠塚 太（二代目篠塚組組長）
- 事務局長 - 古賀繁敏（二代目荒巻組組長）
- 慶弔委員長 - 竹田隆史（竹田組組長）

| 會社名         | 郵便番號                        | 本部住所                                              |
| -------------- | ------------------------------- | ----------------------------------------------------- |
| 二代目松尾組   | 番號〒830－0028                 | 福岡縣久留米市京町6丁目247-6                          |
| 出口一家       | 〒830-0016                      | 福岡縣久留米市通東町6-11                              |
| 二代目平野組   | 〒860-0079                      | 熊本縣熊本市上熊本三丁目5-11                          |
| 二代目前田一家 | 〒840-0812                      | 佐賀縣佐賀市愛敬町3-20-301                            |
| 森 組          | 〒856-0023                      | 長崎縣大村市上諏訪町1144-6                            |
| 平井組         | 〒839-0809                      | 福岡縣久留米市東合川三丁目6-16ドエル和泉603           |
| 二代目吉岡一家 | 〒831-0005                      | 福岡縣大川市大字向島字川端453-3 吉岡商事ビル          |
| 見城組         | 〒816-0079                      | 福岡縣福岡市博多区銀天町3丁目4-3                      |
| 山下組         | 〒857-0055                      | 長崎縣佐世保市湊町4-15                                |
| 石政組         | 〒848-0027                      | 佐賀縣伊萬里市立花町2268-37                           |
| 藤岡一家       | 〒830-0037                      | 福岡縣久留米市諏訪野町1810-6                          |
| 大平組         | 〒830-0041                      | 福岡縣久留米市白山町412-20                            |
| 平山組         | 〒810-0075                      | 福岡縣福岡市中央區港町3丁目10-25-302                  |
| 百田組         | 〒862-8006                      | 熊本縣熊本市龍田9丁目4-38                             |
| 浦塚組         | 〒830-0037                      | 福岡縣久留米市諏訪野町1682-3-101                      |
| 久保組         | 〒839-0821                      | 福岡縣福岡市早良區百道濱1-7 ﾞ百道ｾﾝﾀｰｽﾃｰｼﾞ2號棟1802號 |
| 極勇組         | 〒812-0033                      | 福岡縣福岡市博多區大博町5-27大博通502號               |
| 古賀一家二代目 | 〒865-0051                      | 熊本縣玉名市繁根木222-3                               |
| 御薗組         | 〒860-0818                      | 熊本縣熊本市弥生町2-2                                 |
| 二代目池田組   | 〒830-0045                      | 福岡縣久留米市小頭町1-24                              |
| 二代目荒卷組   | 〒841-0074                      | 佐賀縣鳥栖市西新町1422-270                            |
| 〒843-0301     | 佐賀縣藤津郡嬉野町大字下宿丁920 |                                                       |
| 嘉村組         | 〒830-0038                      | 福岡縣久留米市西町1358-1留米202號                     |

## 關連項目
- 大牟田4人殺害事件 (大牟田4人殺害事件)
- 佐賀入院患者射殺事件（日语：佐賀入院患者射殺事件） ()